# Voluntari
Voluntari es una ciudad con estatus de oraș de Rumania ubicada en el distrito de Ilfov.
Según el censo de 2011, tiene 42 944 habitantes, mientras que en el censo de 2002 tenía 30 016 habitantes. La mayoría de la población es de etnia rumana (84,15 %), con una minoría de gitanos (1,16 %).
La mayoría de los habitantes son cristianos de la Iglesia Ortodoxa Rumana (83,74 %), con una minoría de musulmanes (1,17 %).
A finales del siglo XIX, en el lugar de la actual ciudad solamente existía el pueblo de Pipera, entonces llamado "Tătărani", que pertenecía a la comuna Băneasa-Herăstrău y tenía poco más de cien habitantes. En 1925 pasó a la comuna de Colentina-Fundeni. Por aquella época se fundó el pueblo de Voluntari para dar propiedades a los voluntarios de la Primera Guerra Mundial. En 1936, Pipera y Voluntari se integraron en Bucarest como barrios. En 1968 ambos barrios se fusionaron y formaron un pueblo suburbano de Bucarest. Entre 1981 y 1997 se reintegró temporalmente en el territorio de Bucarest. Adquirió estatus urbano en 2004.
Se ubica en la periferia septentrional de la capital nacional Bucarest, separada del centro de la capital por una línea de ferrocarril.